# Riccardo Turicchia
Riccardo Turicchia (Imola, 5 de febrero de 2003) es un futbolista italiano que juega como defensa en la Juventus Next Gen de la Serie C.

## Trayectoria
Comenzó a jugar al fútbol juvenil en el club local Borgo Tossignano, y Casalfiumanese, antes de incorporarse al Imolese Calcio 1919, donde jugó durante tres años. En 2014 se marchó al Cesena, antes de incorporarse a la cantera de la Juventus.
El 9 de octubre de 2021 debutó extraoficialmente con la Juventus de Turín en una victoria por 2-1 en casa contra el U. S. Alessandria Calcio 1912 entrando como suplente en el minuto 63. El 24 de octubre debutó como profesional con la Juventus Next Gen-el equipo de reserva de la Juventus- en un empate en casa 1-1 contra el SSD Pro Sesto, entrando como suplente en el minuto 84. Pasó la temporada 2021-22 jugando para la Juventus sub-19, marcando ocho goles en 39 partidos, y ayudó a los U19 a alcanzar las semifinales de la Liga Juvenil de la UEFA, su mejor posición en la competición.

## Estilo de juego
Es un jugador generoso. Por eso, además de su papel natural de lateral izquierdo, ha jugado varias veces como extremo izquierdo e incluso como centrocampista central.

## Estadísticas

### Clubes
Actualizado al último partido disputado el 18 de febrero de 2024.
| Club                       | Div.          | Temporada     | Liga  | Liga  | Copas nacionales | Copas nacionales | Copas internacionales | Copas internacionales | Total | Total |
| Club                       | Div.          | Temporada     | Part. | Goles | Part.            | Goles            | Part.                 | Goles                 | Part. | Goles |
| -------------------------- | ------------- | ------------- | ----- | ----- | ---------------- | ---------------- | --------------------- | --------------------- | ----- | ----- |
| Juventus Next Gen · Italia | 3.ª           | 2021-22       | 2     | 0     | 0                | 0                | —                     | —                     | 2     | 0     |
| Juventus Next Gen · Italia | 3.ª           | 2022-23       | 19    | 0     | 5                | 0                | —                     | —                     | 24    | 0     |
| Juventus Next Gen · Italia | 3.ª           | 2023-24       | 21    | 1     | 1                | 0                | —                     | —                     | 22    | 1     |
| Juventus Next Gen · Italia | Total club    | Total club    | 42    | 1     | 6                | 0                | 0                     | 0                     | 48    | 1     |
| Total carrera              | Total carrera | Total carrera | 42    | 1     | 6                | 0                | 0                     | 0                     | 48    | 1     |